# Umphakatsi
No Essuatíni (em suázi: eSwatini; em inglês:  Eswatini), uma umphakatsi (plural imiphakatsi) é uma subdivisão administrativa menor que uma inkhundla; há 360 imiphakatsi no país, cada uma equivale aproximadamente a uma comunidade local.
A residência oficial do Ndlovukati também é designada de Umphakatsi.